# Hope (Giovanni Allevi)
Hope è l'undicesimo album del pianista e compositore italiano Giovanni Allevi, pubblicato il 15 novembre 2019.

## Descrizione
Hope è un album di musica natalizia. Hanno collaborato alla realizzazione dell'opera l'orchestra sinfonica italiana, il coro dell'opera di Parma e i Pueri Cantores della Cappella musicale del Duomo di Milano.

## Tracce
1. O generosa! – 3:12
2. Te Deum, H 146 – 3:20
3. Christmas Time (Medley: White Christmas - Feliz Navidad - Tu scendi dalle stelle - Adeste fideles - Greensleeves - Jingle Bells) – 8:34
4. Oh happy day – 2:53
5. You were a child – 7:42
6. Herz und Mund und Tat und Leben, BWV 147: No.10, Chorale: 'Jesus bleibet meine Freude' – 3:21
7. The answer of love – 3:07
8. Ave verum corpus, K 618 – 3:34
9. Silent Night, IFG 1 – 3:16
10. Santa Lucia – 3:09
11. Ave Maria – 3:05
12. Messiah, HWV 56: No.2, Hallelujah – 3:55
13. Vocalise – 4:18
14. Sotto lo stesso cielo – 12:50

## Classifiche
| Classifica (2019) | Posizione massima |
| ----------------- | ----------------- |
| Italia            | 48                |

### Andamento nella classifica italiana
| Posizione | 48 | 77 |